# Струмок (Білгород-Дністровський район)
Струмо́к — село Татарбунарської міської громади, у Білгород-Дністровському районі Одеської області України. Населення становить 1883 осіб.

## Історія
У XVIII ст. на території села знаходилась турецька фортеція "Чешме" (з тур. "струмок", "джерело"), яка була збудована на лінії укріплень ще давньоримського лімесу - "Троянового валу".
У 5 лютого 2015 року у селі невідомі завалили пам'ятник Леніну.

## Населення
Згідно з переписом УРСР 1989 року чисельність наявного населення села становила 2031 особа, з яких 902 чоловіки та 1129 жінок.
За переписом населення України 2001 року в селі мешкало 1880 осіб.

### Мова
Розподіл населення за рідною мовою за даними перепису 2001 року:
| Мова       | Відсоток |
| ---------- | -------- |
| українська | 66,76 %  |
| російська  | 29,63 %  |
| молдовська | 1,86 %   |
| болгарська | 1,01 %   |
| білоруська | 0,21 %   |
| циганська  | 0,16 %   |
| гагаузька  | 0,05 %   |
| інші       | 0,32 %   |

## Відомі люди
Уродженцем села є Герой Радянського Союзу М. Ф. Колесниченко (1921—2002).